# 阿什福德 (阿拉巴马州)
阿什福德（英文：Ashford），是美国阿拉巴马州下属的一座城市。面积约为6.3平方英里（约合16.31平方公里）。根据2010年美国人口普查，该市有人口2,148人，人口密度为341.06/平方英里（约合131.7/平方公里）。